# Eresia clara
Eresia clara är en fjärilsart som beskrevs av Bates 1864. Eresia clara ingår i släktet Eresia och familjen praktfjärilar. Inga underarter finns listade i Catalogue of Life.